# Оден-ле-Тиш
Оден-ле-Тиш (фр. Audun-le-Tiche) — коммуна на северо-востоке Франции в регионе Гранд-Эст (бывший Эльзас — Шампань — Арденны — Лотарингия), департамент Мозель, округ Тьонвиль, кантон Альгранж.
Площадь коммуны — 15,43 км², население — 5949 человек (2006) с тенденцией к росту: 6596 человек (2013), плотность населения — 427,5 чел/км². Ранее входила в состав Лотарингии.

## Население
Численность населения коммуны в 2008 году составляла 6008 человек, в 2012 году — 6438 человек, а в 2013-м — 6596 человек.
| 1962 | 1968 | 1975 | 1982 | 1990 | 1999 | 2006 | 2008 | 2012 | 2013 |
| ---- | ---- | ---- | ---- | ---- | ---- | ---- | ---- | ---- | ---- |
| 8522 | 7698 | 6831 | 6391 | 5959 | 5757 | 5949 | 6008 | 6438 | 6596 |

Динамика населения:

## Экономика
В 2010 году из 4030 человек трудоспособного возраста (от 15 до 64 лет) 3001 были экономически активными, 1029 — неактивными (показатель активности 74,5 %, в 1999 году — 64,1 %). Из 3001 активных трудоспособных жителей работали 2656 человек (1425 мужчин и 1231 женщина), 345 числились безработными (165 мужчин и 180 женщин). Среди 1029 трудоспособных неактивных граждан 218 были учениками либо студентами, 341 — пенсионерами, а ещё 470 — были неактивны в силу других причин.

## Достопримечательности (фотогалерея)

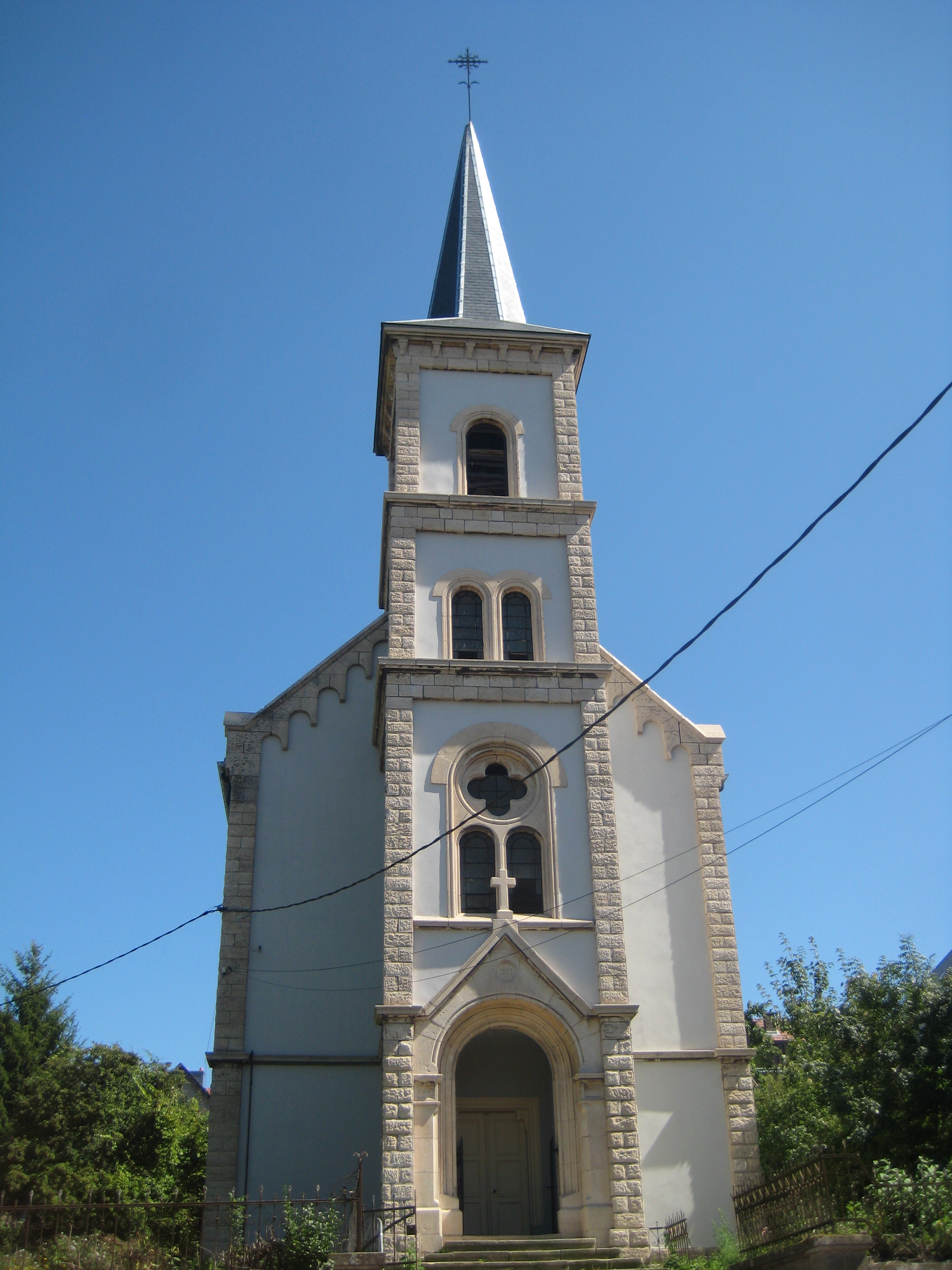
Колокольня протестантской церкви
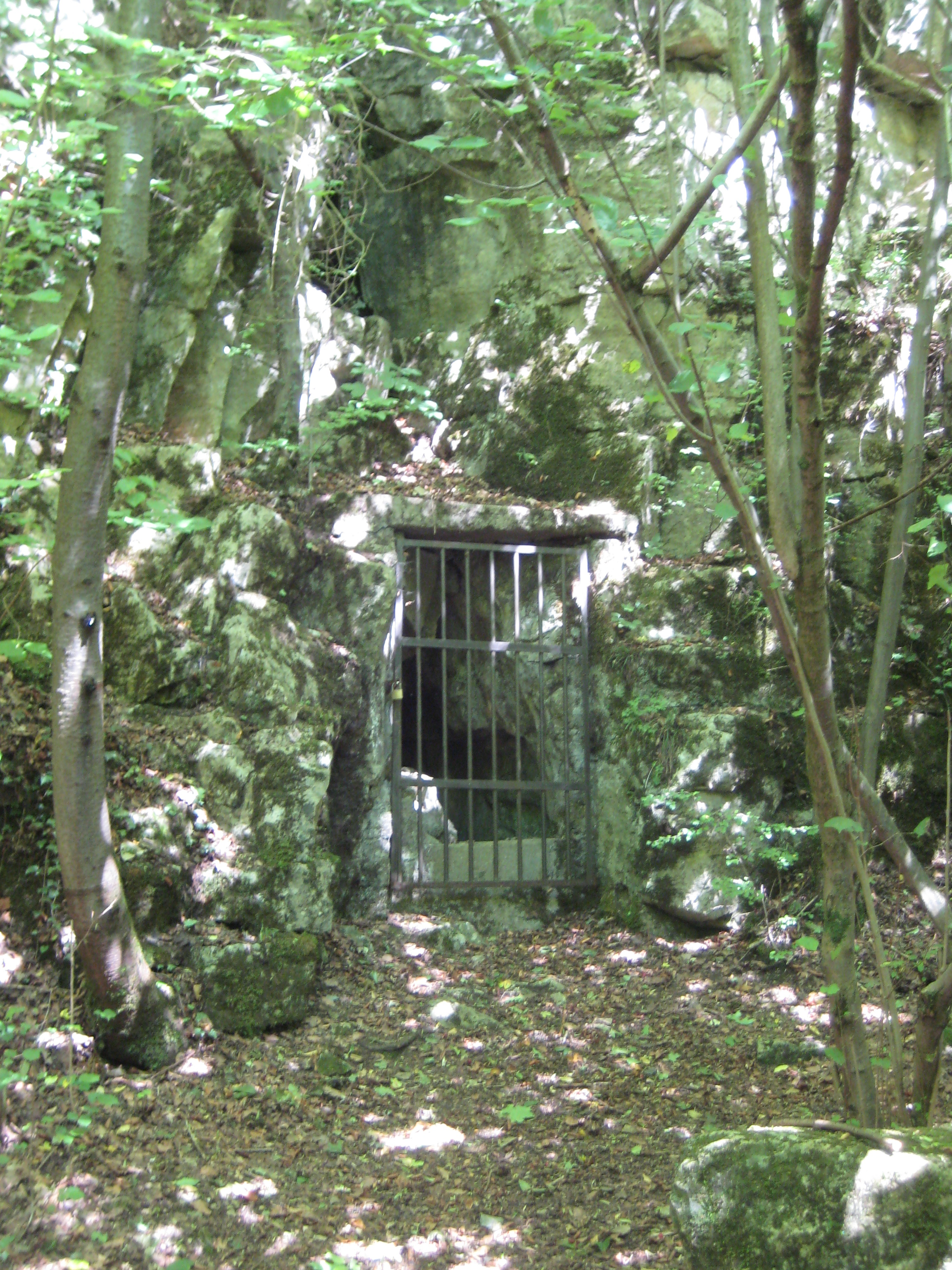
Вход в пещеру
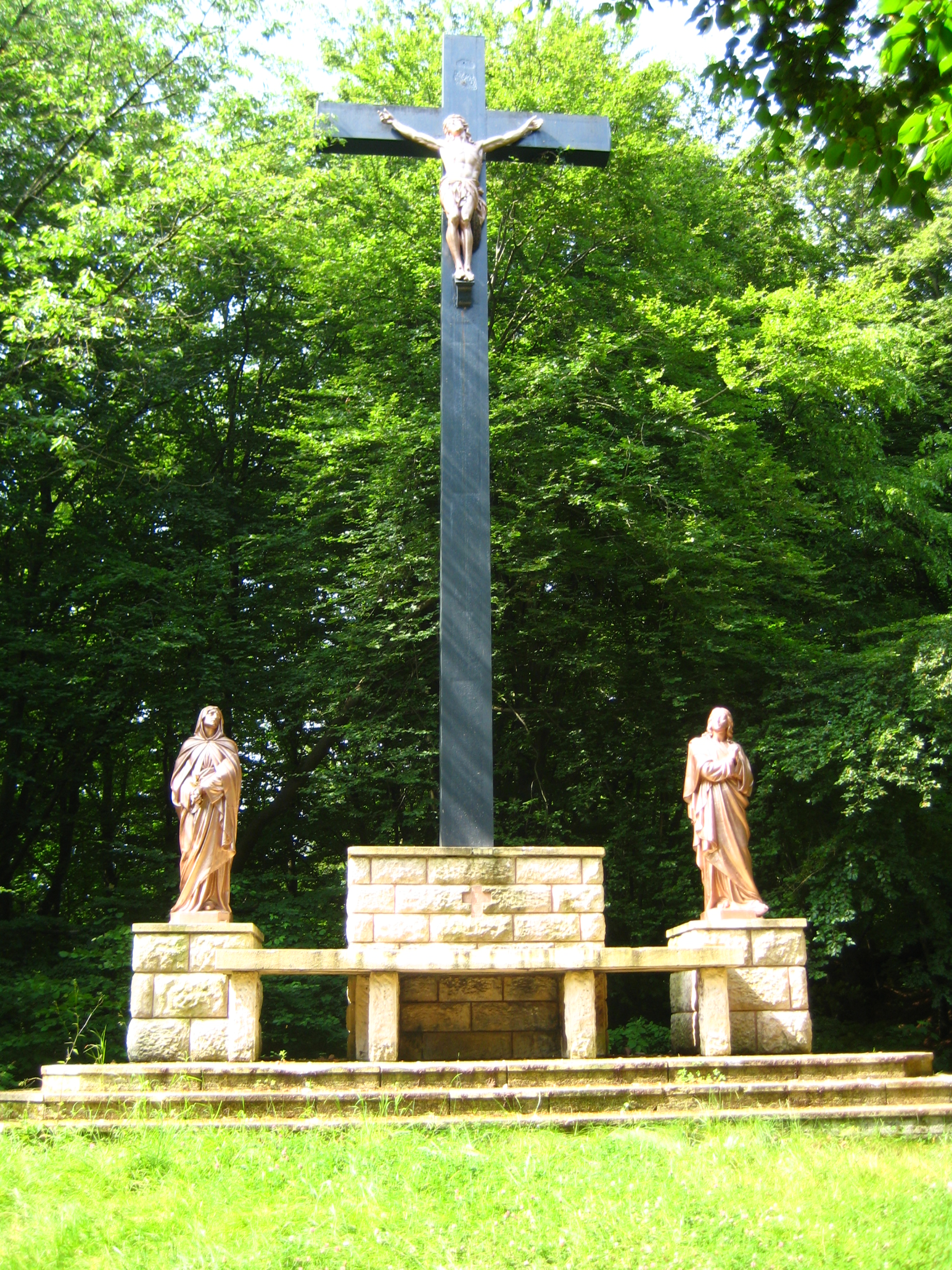
Распятие
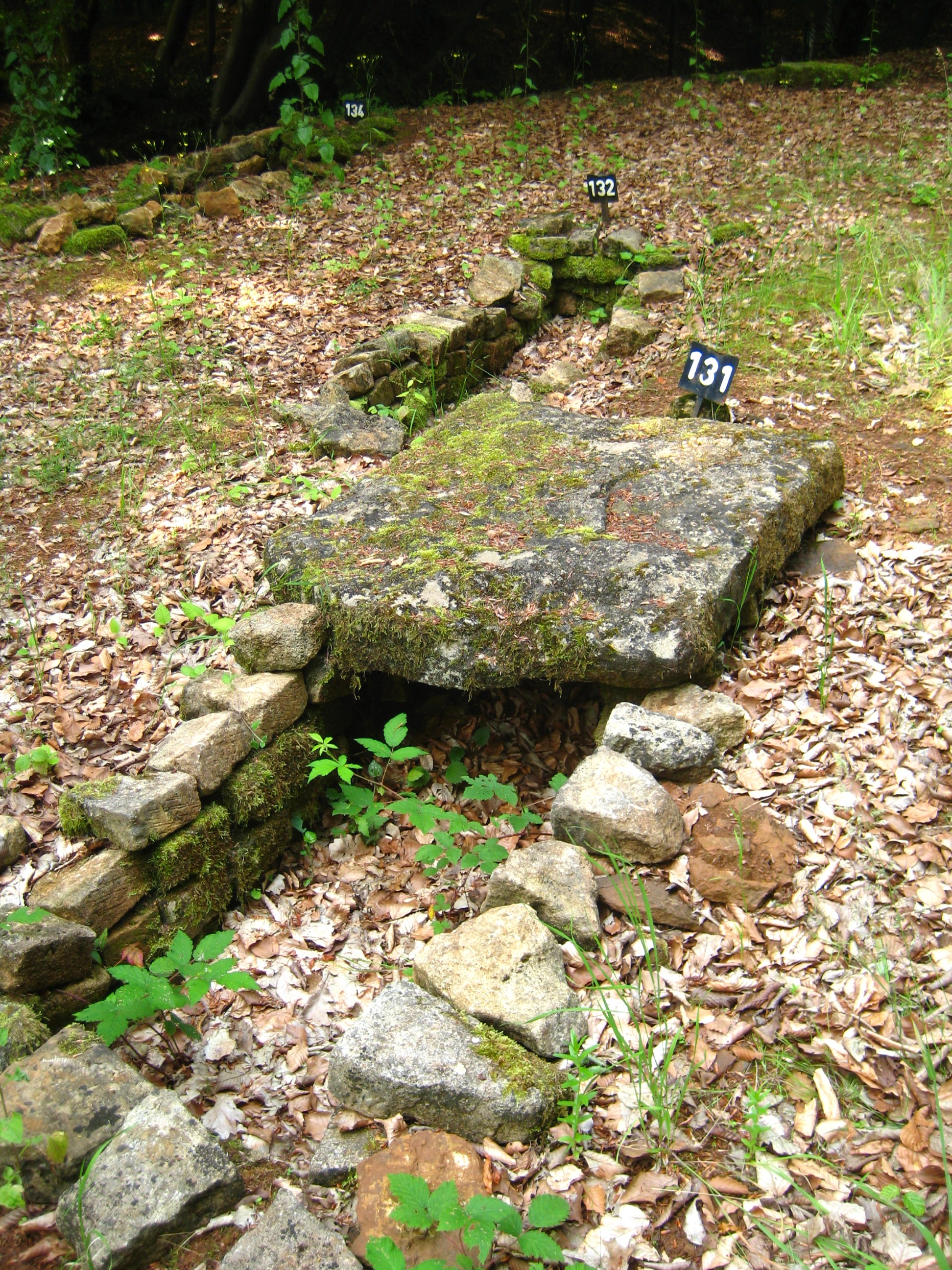
Старый некрополь